# Outlaw Queen
Outlaw Queen è un film del 1957 diretto da Herbert S. Greene.
È un western statunitense con Andrea King, Harry James e Robert Clarke.

## Produzione
Il film, diretto da Herbert S. Greene su una sceneggiatura di Pete LaRoche, fu prodotto da Ronald V. Ashcroft per la Ashcroft & Associates.

## Distribuzione
Il film fu distribuito negli Stati Uniti dal 28 aprile 1957 al cinema dalla Globe Releasing Corp..

## Promozione
Le tagline sono:
- Nothing Will Stop Me...All I Need Is A Man And A Gun!"
- COME AND GET ME...but come shooting!.
- GUNGIRL!...Untamed, Unashamed!.